# Episodi di Henry e Kip (seconda stagione)
La seconda stagione della serie televisiva Henry e Kip è stata trasmessa in anteprima negli Stati Uniti d'America dalla ABC tra l'8 ottobre 1981 e il 25 marzo 1982.
| nº | Titolo originale                          | Titolo italiano | Prima TV USA     | Prima TV Italia |
| -- | ----------------------------------------- | --------------- | ---------------- | --------------- |
| 1  | The Truth and Other Lies                  |                 | 8 ottobre 1981   |                 |
| 2  | There's No Business...                    |                 | 15 ottobre 1981  |                 |
| 3  | Reunion                                   |                 | 22 ottobre 1981  |                 |
| 4  | One for You, One for Me                   |                 | 27 novembre 1981 |                 |
| 5  | On the Road to Monte Carlo                |                 | 4 dicembre 1981  |                 |
| 6  | WaterBalloonGate                          |                 | 11 dicembre 1981 |                 |
| 7  | All You Need Is Love                      |                 | 18 dicembre 1981 |                 |
| 8  | Other Than That, She's a Wonderful Person |                 | 25 dicembre 1981 |                 |
| 9  | The Slightly Illustrated Man              |                 | 8 gennaio 1982   |                 |
| 10 | Two Percent Solution                      |                 | 15 gennaio 1982  |                 |
| 11 | Cablevision                               |                 | 22 gennaio 1982  |                 |
| 12 | The Grandfather                           |                 | 4 febbraio 1982  |                 |
| 13 | Kip Off the Old Block                     |                 | 11 febbraio 1982 |                 |
| 14 | Hildy's Dirt Nap                          |                 | 18 febbraio 1982 |                 |
| 15 | The Way Kip and Henry Were                |                 | 4 marzo 1982     |                 |
| 16 | Who's on Thirst?                          |                 | 11 marzo 1982    |                 |
| 17 | Not with My Sister, You Pig               |                 | 18 marzo 1982    |                 |
| 18 | Not the Last Picture Show                 |                 | 25 marzo 1982    |                 |